# Championnat d'Écosse féminin de rugby à XV
Le championnat d'Écosse féminin de rugby à XV (ou Scottish Women's Premiership) est le championnat féminin écossais de première division de rugby à XV.
Pour des raisons de sponsoring, il est connu successivement en tant que Tennent's Women's Premiership et Arnold Clark Women’s Premiership.

## Histoire
La compétition dans son format actuel a été proposée aux clubs en 2017 par la fédération écossaise de rugby à XV (SRU). Des consultations ont eu lieu pendant toute l'année 2018 et chaque club a pu décider de se porter candidat ou pas au nouveau championnat, qui fut mis en place à compter de 2019.

## Format
Depuis 2019, le championnat est disputé par huit équipes qui participent à une poule unique où les équipes se rencontrent en matchs aller-retour. Le championnat est joué tôt dans la saison, avec une finale généralement disputée en décembre ou janvier, afin de libérer les joueuses pour le Tournoi des Six Nations ainsi que la saison internationale de rugby à sept. Les clubs disputent alors la Coupe d'Écosse (Sarah Beaney Cup).

## Équipes participantes
| Club                    | Ville          | Stade                    |
| ----------------------- | -------------- | ------------------------ |
| Watsonian FC (en)       | Édimbourg      | New Myreside             |
| Stirling County RFC     | Stirling       | Bridgehaugh Park         |
| Hillhead Jordanhill RFC | Glasgow        | Hughenden Stadium        |
| Corstorphine RFC        | Édimbourg      | Union Park               |
| Heriot's RC             | Édimbourg      | Goldenacre Sports Ground |
| Cartha Queens Park RFC  | Glasgow        | Dumbreck                 |
| Garioch RFC             | Inverurie      | Kellands Park            |
| Stewartry RFC           | Castle Douglas | Greenlaw                 |

## Palmarès
| Saison    | Champion                                           | Score                                              | Finaliste/deuxième                                 |
| --------- | -------------------------------------------------- | -------------------------------------------------- | -------------------------------------------------- |
| 2012-2013 | Hillhead Jordanhill RFC                            | Pas de finale                                      |                                                    |
| 2013-2014 | Hillhead Jordanhill RFC                            | Pas de finale                                      | Murrayfield                                        |
| 2014-2015 | Murrayfield                                        | Pas de finale                                      | Hillhead Jordanhill RFC                            |
| 2015-2016 | Murrayfield                                        | Pas de finale                                      | Hillhead Jordanhill RFC                            |
| 2016-2017 | Murrayfield                                        | Pas de finale                                      | Hillhead Jordanhill RFC                            |
| 2017-2018 | Hillhead Jordanhill RFC                            | Pas de finale                                      | Corstorphine RFC                                   |
| 2018-2019 | Hillhead Jordanhill RFC                            | Pas de finale                                      | Watsonian FC (en)                                  |
| 2019-2020 | Watsonian FC (en)                                  | 36 - 26                                            | Hillhead Jordanhill RFC                            |
| 2020-2021 | Édition annulée à cause de la pandémie de Covid-19 | Édition annulée à cause de la pandémie de Covid-19 | Édition annulée à cause de la pandémie de Covid-19 |
| 2021-2022 | Watsonian FC (en)                                  | 67 - 0                                             | Hillhead Jordanhill RFC                            |
| 2022-2023 | Stirling County RFC                                | 27 - 8                                             | Corstorphine RFC                                   |
| 2023      | Stirling County RFC                                | 26 - 19                                            | Watsonian FC (en)                                  |